# Túp lều

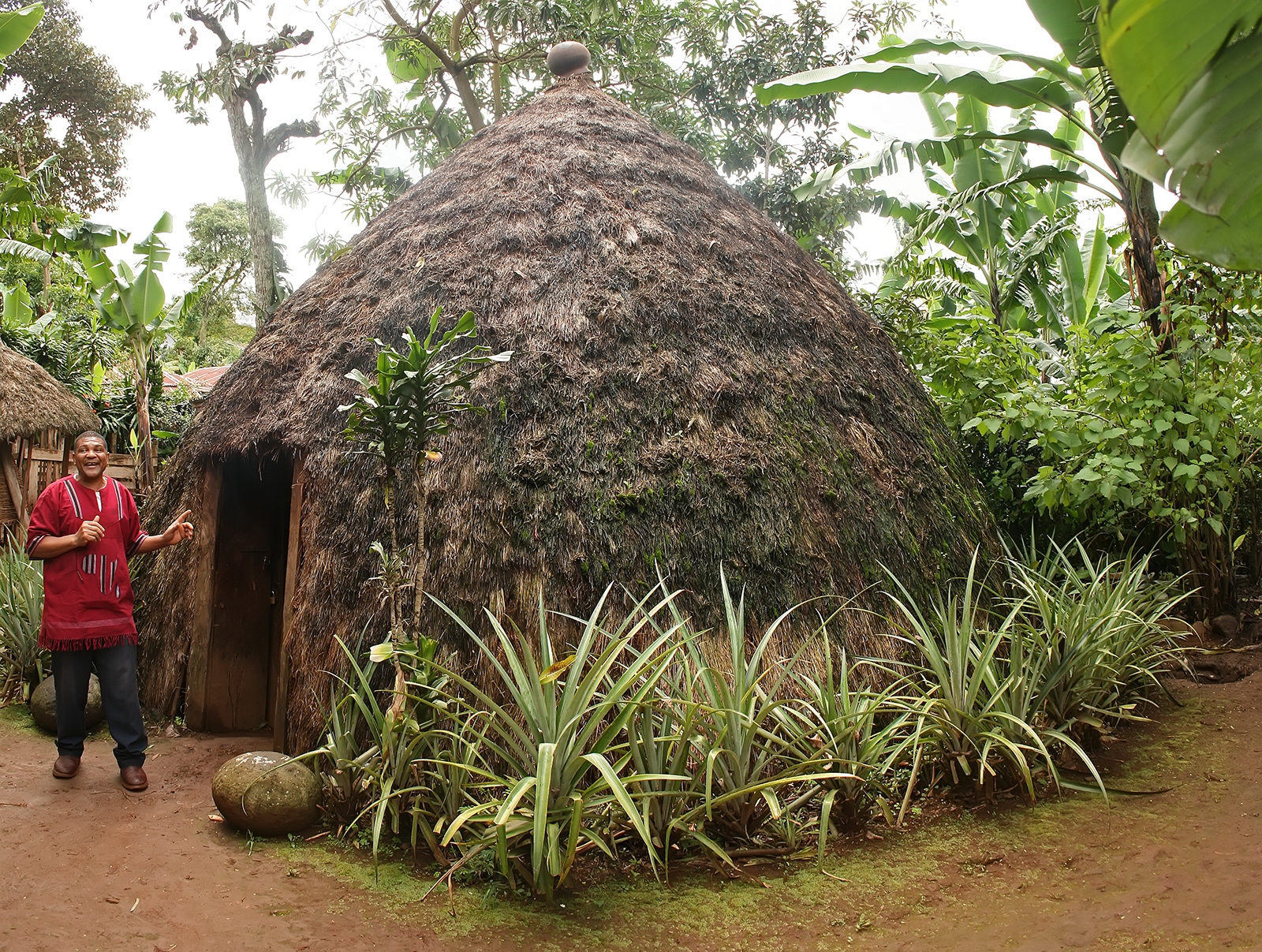
Một túp lều của thổ dân châu Phi

Túp lều hay đôi khi còn gọi là chòi là một kết cấu vật chất thô sơ, đơn giản thường được làm từ những vật liệu sẵn có trong tự nhiên ở mỗi địa phương, vùng miền như tranh, tre, nứa, lá, gỗ, rơm, bùn, đá, da, lông thú, cỏ... có chức năng làm nơi trú ẩn hay chỗ ở và thường cố định. Túp lều khác với lều ở chỗ nó là một chỗ ở nơi cư ngụ thường xuyên trong khi lều chỉ là một kết cấu trú ẩn tạm thời và lưu động và đôi khi mục đích chính không phải là chỗ ở (lâu dài).
Túp lều là một hình thức nhà ở thông dụng của con người trong lịch sử, nhất là thời kỳ sơ khai, mông muội. Hình thức túp lều vẫn được nhiều người dân địa phương, những thổ dân ở các vùng rừng già, rừng rậm nhiệt đới ở châu Á, châu Phi, châu Mỹ sử dụng phổ biến. Túp lều cũng được sử dụng là nơi cư trú cho những người có điều kiện khó khăn không đủ để ở trong những ngôi nhà khang trang, tiện nghi.